# دوره معبد دوم

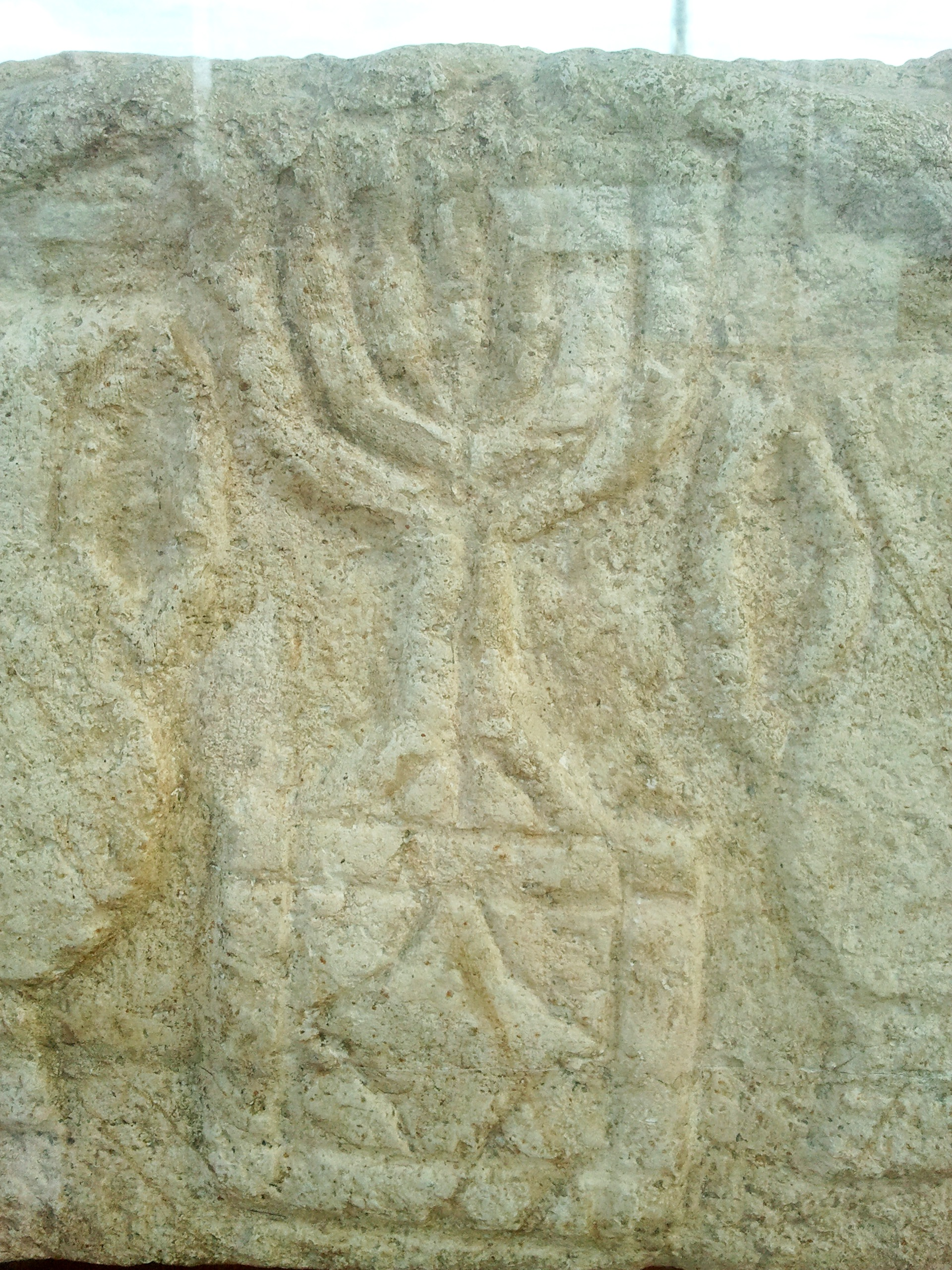
منورای معبد همان‌طور که روی سنگ برج نشان داده شده است، آغاز قرن اول پس از میلاد

دوره معبد دوم یا دوره پس از تبعید در تاریخ یهودیان، حدود ۶۰۰ سال (۵۱۶ قبل از میلاد – ۷۰ میلادی) را نشان می‌دهد که معبد دوم در شهر اورشلیم وجود داشت. این دوره با بازگشت به صهیون و بازسازی معبد در اورشلیم آغاز شد و با جنگ اول یهودی-رومی و محاصره اورشلیم توسط رومیان پایان یافت.
در سال ۵۸۷/۵۸۶ قبل از میلاد، امپراتوری نو بابلی پادشاهی یهودا را فتح کرد؛ یهودیان استقلال خود را در جریان محاصره بابلی اورشلیم از دست دادند و معبد اول نابود شد. پس از آنکه بابلی‌ها یهودا را به عنوان یک استان الحاق کردند، بخشی از جمعیت تسلیم شده به بابل تبعید شدند. این دوره تبعید نزدیک به پنج دهه به طول انجامید و پس از آنکه امپراتوری نو بابلی خود توسط امپراتوری هخامنشی پارس فتح شد. امپراتوری هخامنشی مالک سرزمین‌های بابلی شد. بلافاصله پس از پیروزی، کوروش بزرگ پادشاه پارس، فرمانی موسوم به فرمان کوروش را صادر کرد که در آن تبعیدیان را تشویق می‌کرد به سرزمین اجدادی خود که توسط پارسیان به عنوان یک استان خودگردان یهودی-محور برپا شده بود، بازگردند. در دوران پارسیان (حدود ۵۳۹-۳۳۲ قبل از میلاد)، جمعیت بازگشته یهودی شهر را احیا کردند و معبد را در اورشلیم بازسازی نمودند. در سال ۳۳۲ قبل از میلاد، امپراتوری هخامنشی به دست اسکندر کبیر سقوط کرد و این منطقه بعداً به پادشاهی پتولمائی (حدود ۳۰۱-۲۰۰ قبل از میلاد) و امپراتوری سلوکی (حدود ۲۰۰-۱۶۷ قبل از میلاد) ملحق شد.
شورش مکابیان علیه حکومت سلوکیان به تأسیس یک پادشاهی یهودی مستقل تحت سلسله به نام حشمونیان (۱۴۰-۳۷ قبل از میلاد) منجر شد. در حالی که در ابتدا این پادشاهی تحت هژمونی سلوکیان حکومت نیمه مستقل داشت، پادشاهی حشمونیان به تدریج خودگردانی کامل را به دست آورد زیرا آنها با انجام لشکرکشی‌های نظامی سلوکیان را که رو به ضعف می‌رفتند از منطقه بیرون راندند و خود را به عنوان آخرین پادشاهی یهودی و پیش از وقفه‌ای حدود ۲۰۰۰ ساله در حاکمیت یهودیان در خاورمیانه برقرار کردند. در سال ۶۳ قبل از میلاد، جمهوری روم پادشاهی حشمونیان را شکست داد. در سال ۳۷ قبل از میلاد، رومیان هیرودیس کبیر را به عنوان پادشاه یهودیه وابسته به خود  منصوب کردند. در سال ۶ میلادی، یهودیه به‌طور کامل در قالب استان یهودیه به امپراتوری روم ملحق شد. نارضایتی فزاینده از حکومت روم و آشوب‌های داخلی در نهایت منجر به جنگ اول یهودی-رومی (۶۶-۷۳ میلادی) شد که به ویرانی اورشلیم و معبد آن انجامید و دوره معبد دوم را پایان داد.
همزمان با تکامل یهودیت دوره معبد دوم، جریان‌های مذهبی متعددی ظهور کرد و تحولات فرهنگی، مذهبی و سیاسی گسترده‌ای رخ داد. تدوین کانون عهد عتیق، کنیسه و امور مربوط به انجیل یهودی می‌تواند به دوره معبد دوم ردیابی شود. بر اساس سنت یهودی، در اوایل دوره معبد دوم پیامبری متوقف شد؛ این امر یهودیان را در زمانی که بیشترین نیاز به راهنمایی و حمایت الهی را احساس می‌کردند، بدون آن رها کرد. تحت حکومت یونانی، نفوذ رو به گسترش یونانی‌گرایی در یهودیت برای آن دسته از یهودیانی که به آیین توحیدی خود چنگ می‌زدند، منبع اختلاف شد؛ این امر یکی از عوامل اصلی شورش مکابیان بود. در سال‌های پایانی این دوره، جامعه یهودی از نظر افکاری عمیقاً قطبی شده بود و فرقه‌های فریسیان، صدوقیان، اسنیان، مُتعَصِّبان و مسیحیت اولیه شکل گرفت. آثار مهم یهودی نیز در دوره معبد دوم نگاشته شد، از جمله بخش‌هایی از عهد عتیق مانند کتاب‌های عزرا، نحمیا، استر و دانیال و نوشته‌هایی که بخشی از کتاب های قدیس نشده و نسخ دریای مرده هستند. از میان منابع اصلی این دوره می‌توان به نوشته‌های یوسفوس، فیلون، کتاب‌های مکابیان، نویسندگان یونانی و رومی و ادبیات ربانی بعدی اشاره کرد.
ویرانی اورشلیم و معبد دوم در سال 70 میلادی یکی از مخرب‌ترین رویدادها در تاریخ یهودیان محسوب می‌شود. از دست رفتن شهر اجدادی و معبد، بازسازی فرهنگ یهودی را برای تضمین بقای آن ضروری ساخت. فرقه‌های یهودی مبتنی بر معبد ناپدید شدند. یهودیت ربانی که بر پایه پرستش جمعی در کنیسه و مطالعه تورات بنا شده بود، سرانجام از مکتب فریسیان برآمد و به شکل غالب این آیین تبدیل شد.[ در همین دوره، مسیحیت به تدریج از یهودیت جدا شد و به آیینی عمدتاً غیریهودی تبدیل گردید. چند دهه پس از جنگ اول یهودی-رومی، شورش بارکخبا (132-135 میلادی) درگرفت؛ سرکوب خشونت‌بار آن توسط رومیان جمعیت یهودی در یهودیه را بیش از پیش کاهش داد و نقش پراکندگی یهودیان را تقویت کرد، به گونه‌ای که مرکز جمعیت یهودی به منطقه شمالی جلیل که مشنا در آنجا تدوین شد و سپس به بابل با جوامع کوچک‌تر در سراسر مدیترانه منتقل شد.

## تاریخچه

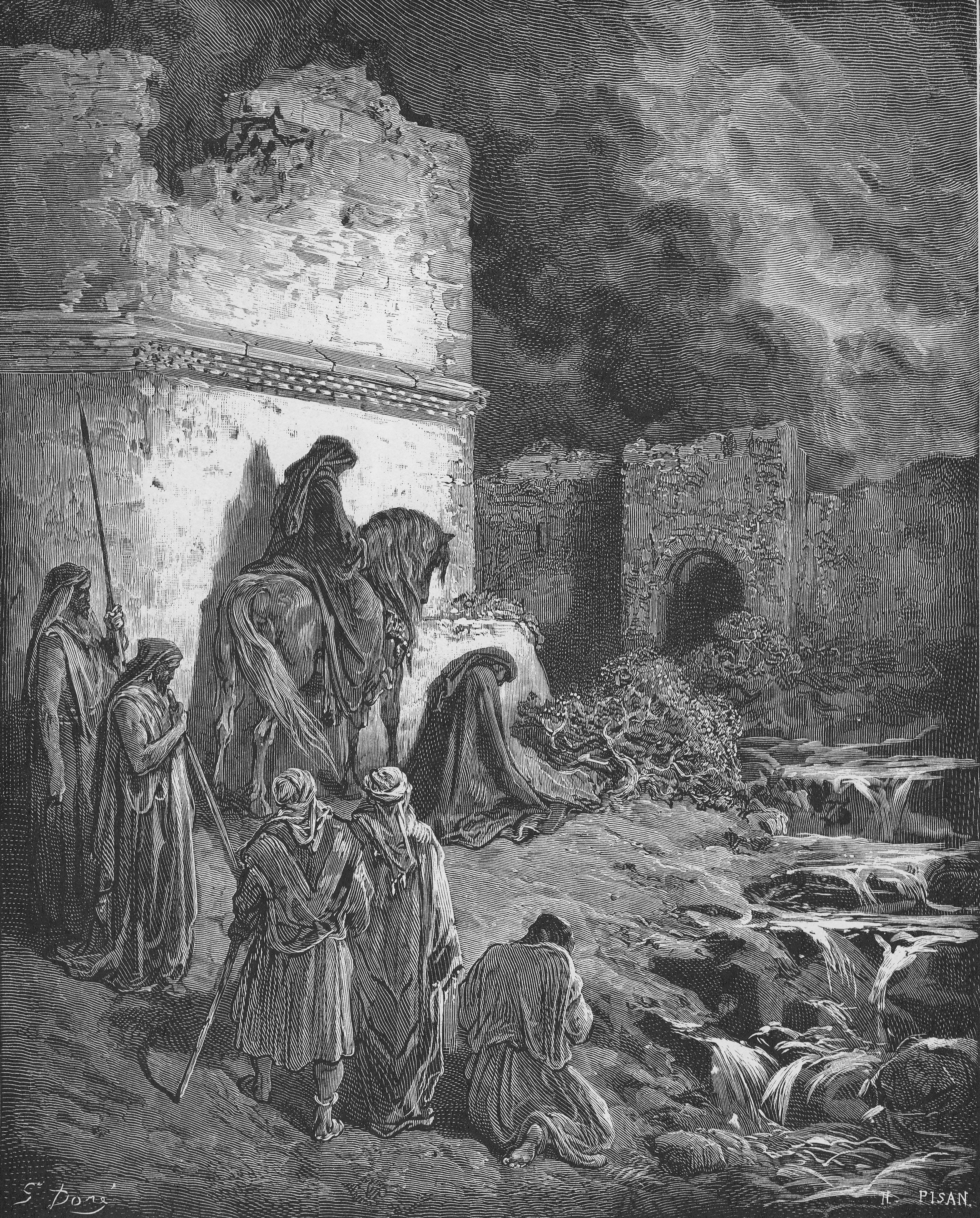
نحمیا خرابه های دیوارهای اورشلیم را تماشا می کند

### دوران پارسی ( ۵۳۸-۳۳۲ پیش از میلاد )
بر اساس کتاب عزرا، کوروش کبیر هخامنشی در سال ۵۳۸  قبل از میلاد، یک سال پس از تسخیر بابل, تبعید بابلی را پایان داد . این تبعید با بازگشت زروبابل شاهزاده (که او را شاهزاده می‌نامیدند زیرا از نسل سلسله داوود بود) و یوشع کاهن (از نسل کاهنان اعظم معبد) و ساخت معبد دوم در فاصله سال‌های ۵۲۱ تا ۵۱۶ قبل از میلاد پایان یافت. منشور کوروش، لوحی باستانی که در آن اعلامیه‌ای به نام کوروش در مورد بازسازی معابد و بازگرداندن مردم تبعیدی نوشته شده است، اغلب به عنوان تأییدی بر اصالت فرامین کتاب مقدس منسوب به کوروش تلقی شده است،
اما برخی دیگر از محققان اشاره می‌کنند که متن این لوح مربوط به بابل و بین‌النهرین است و هیچ اشاره‌ای به یهودیه یا اورشلیم ندارد. پروفسور لستر ال. گراب مدعی شد که "فرمان ادعایی کوروش" در مورد یهودیه، "نمی‌تواند اصیل تلقی شود"، اما یک "سیاست کلی برای اجازه بازگشت تبعیدیان و احیای اماکن پرستشی" وجود داشت. او همچنین اظهار داشت که شواهد باستان‌شناسی نشان می‌دهد که این بازگشت یک "جریان آرام" طی دهه‌ها بوده است، نه یک رویداد منفرد.
هخامنشیان ممکن است ابتدا با حکومت بر یهودیه به عنوان یک پادشاهی وابسته داوودی تحت نظر نوادگان یهویاکین آزمایش کرده باشند، اما تا اواسط قرن پنجم قبل از میلاد، یهودیه در عمل به یک حکومت روحانی تبدیل شده بود که توسط کاهنان اعظم موروثی و یک فرماندار منصوب شده توسط هخامنشیان، اغلب یهودی، که وظیفه حفظ نظم و پرداخت باج را برعهده داشت، اداره می‌شد.
گروه دومی به تعداد ۵۰۰۰ نفر، به رهبری عزرا و نحمیا، در سال ۴۵۶ قبل از میلاد به یهودیه بازگشتند. نفر اول توسط پادشاه هخامنشی ماموریت داده شد که قوانین  تورات را اجرا کند و نفر دوم مقام فرماندار و ماموریت سلطنتی برای بازسازی دیوارهای شهر را داشت. کتاب مقدس از تنش میان بازگشتگان و کسانی که در یهودیه مانده بودند سخن می‌گوید، گروه اول تلاش "ساکنان سرزمین" برای مشارکت در بازسازی معبد را رد کردند؛ این رویکرد بر پایه انحصارگرایی بود که تبعیدیان در زمان اقامت در بابل پرورش داده بودند و احتمالاً بخشی از آن نیز ناشی از اختلافات بر سر امور مالکیت بود. بنابراین، کارنامه عزرا و نحمیا در قرن پنجم قبل از میلاد نوعی مستعمره‌گرایی معکوس مذهبی بود، تلاشی از سوی یکی از گروه‌های یهودی متعدد در بابل برای ایجاد یک جامعه خودگردان و با آداب طاهرانه که از پیشگویی‌های حزقیال و پیروانش الهام گرفته بود.
دوره هخامنشی، به ویژه بازه ۵۳۸ تا ۴۰۰ قبل از میلاد، پایه‌های دین متحد یهودی و آغاز کانون کتاب مقدس را بنا نهاد. توراتِ نهایی به‌طور گسترده‌ای محصول دوره هخامنشی (احتمالاً ۴۵۰ تا ۳۵۰ قبل از میلاد) دانسته می‌شود. این اجماع با دیدگاه سنتی یهودی که نقش محوری را به عزرا در اشاعه آن نسبت می‌دهد، همخوانی دارد. پیشنهاد شده است که اصلاحات داریوش در ساختارهای اداری امپراتوری، که شامل جمع‌آوری، تدوین و اجرای قوانین محلی بود، نیروی محرکه پشت ویرایش تورات یهودی بوده است.
جمعیت یهودیه در دوره هخامنشی به‌طور قابل توجهی کاهش یافت؛ به احتمال زیاد هرگز از ۳۰۰۰۰ نفر تجاوز نکرد. این رقم نشان‌دهنده ۷۰ درصد کاهش در مقایسه با اواخر دوره اول معبد است.  محدوده شهر اورشلیم نیز در مقایسه با اواخر دوره اول معبد کوچکتر بود. شهر به اندازه قبل از قرن هشتم قبل از میلاد کوچک شد و مناطق مسکونی آن - شهر داوود و تپه معبد - حدود ۱۵۰۰ نفر جمعیت داشت. با احتساب مزارع و مناطق مسکونی بدون دیوار اطراف، جمعیت اورشلیم حدود ۳۰۰۰ نفر بود. بقیه جمعیت در شهرک‌ها و روستاهای کوکوچک و بدون دیوار زندگی می‌کردند. اسرائیل دوره هخامنشی متشکل از نوادگان ساکنان پیشین پادشاهی یهودیه، بازگشتگان از جامعه تبعیدیان بابلی، بین‌النهرینی‌هایی بود که به آنها پیوسته یا خود در دوره‌ای بسیار قدیمی‌تر به سامره تبعید شده بودند، سامری‌ها و دیگران.

### دوران هلنیستی ( ۳۳۳-۱۱۰ پیش از میلاد )
در سال ۳۳۲ پیش از میلاد، این منطقه توسط اسکندر کبیر مقدونی فتح شد و دوران هلنیستی را آغاز کرد. پس از مرگ وی در سال ۳۲۲ پیش از میلاد، فرماندهانش امپراتوری را تقسیم کردند و یهودیه منطقه مرزی بین امپراتوری سلوکی و مصر بطلمیوسی شد. در دوران پادشاهی‌های هلنیستی، یهودیه توسط مقام موروثی کاهن اعظم اسرائیل به عنوان یک تابعدار هلنیستی حکومت می‌شد. در همین زمان، هلنیسم تا حدودی از طریق انواع تماس‌ها، به ویژه در نتیجه توسعه تجارت و ورود مهاجران یونانی، به تدریج در سراسر منطقه گسترش یافت.
بین سال‌های ۳۰۱ تا ۲۱۹ پیش از میلاد، بطلمیوسی‌ها با آرامش نسبی بر یهودیه حکومت کردند. یهودیان اغلب در ادارات و ارتش بطلمیوسی مشغول به کار بودند، که به ظهور یک طبقه نخبه یهودی هلنیستی (مثل تابیادها) منجر شد. این دوره همچنین شاهد ظهور یهودیت هلنیستی بود که ابتدا در میان یهودیان مهاجر اسکندریه و انطاکیه پدید آمد و سپس به یهودیه گسترش یافت. مهمترین محصول ادبی این امیزش فرهنگی، ترجمه هفتادگانی ( سپتواگینتا ) عهد عتیق از عبری و آرامی عبری به زبان یونانی کوینه است. دلیل تهیه این ترجمه این بود که بسیاری از یهودیان اسکندریه توانایی صحبت کردن به عبری و آرامی را از دست داده بودند.
در آغاز قرن دوم پیش از میلاد، یک لشکرکشی نظامی موفق در سوریه توسط آنتیوخوس سوم سلوکی سرانجام این منطقه را به امپراتوری سلوکی پیوست، و در سال ۱۹۸ پیش از میلاد اورشلیم تحت کنترل وی درآمد. سلوکیان، همانند بطلمیوسی‌ها پیش از آنها، حاکمیت بر یهودیه را داشتند: آنها فرهنگ یهودی را احترام می‌گذاشتند و از نهادهای یهودی حمایت می‌کردند.
این سیاست توسط آنتیوخوس چهارم به شدت معکوس شد، احتمالاً به دلیل اختلاف بر سر رهبری معبد در اورشلیم و مقام کاهن اعظم یا شورشی که ماهیت آن در گذر زمان از بین رفته است. آنتیوخوس چهارم فرامینی را صادر کرد که بسیاری از آداب سنتی یهودی را ممنوع می‌کرد و علیه یهودیان متدین یک کارزار آزار و اذیت را آغاز کرد. این امر شورشی را علیه حکومت وی، شورش مکابیان را برانگیخت. این فرامین از رویه معمول سلوکیان که تلاش نمی‌کردند مذاهب محلی را در امپراتوری خود سرکوب کنند، منحرف شده بود. محققان عهد عتیق گاهی از دوران حکومت آنتیوخوس به عنوان "بحران‌های آنتیوخی" برای یهودیان,
 و به عنوان یک دوره جنگ داخلی بین یهودیت هلنیستی و ارتدوکس یاد می‌کنند.

### شورش مکابیان ( ۱۶۷-۱۴۱ پیش از میلاد )
طبق کتاب اول مکابیان، دوم مکابیان و جوزفوس، امپراتور سلوکی آنتیوخوس چهارم (۱۷۵-۱۶۴ پیش از میلاد) پس از حمله موفقیت آمیزش به مصر بطلمیوسی (۱۷۰ تا ۱۶۸ پیش از میلاد) که با مداخله جمهوری روم عقب رانده شد، تلاش کرد کنترل سختگیرانه ای را بر ساتراپی سلوکی سوریه کوهستانی و فینیقیه اعمال کند. او اورشلیم و معبد را غارت کرد و آیین های مذهبی و فرهنگی یهودی و سامری را سرکوب کرد،[. و رسوم یونانی را تحمیل نمود (حدود ۱۶۸-۱۶۷ پیش از میلاد)
اقدامات آنتیوخوس نه تنها نخبگان بلکه روستاییان که عمدتاً متأثر از یونانی گرایی نشده بودند را نیز خشمگین کرد. در ۱۶۷ پیش از میلاد، متاتیاس، یک کاهن یهودی از خاندان حشمونیان، یک یهودی را در زادگاهش مودیین که برای قربانی به خدایان یونانی پیش قدم شده بود کشت؛ سپس یک مقام سلوکی که دستور قربانی را داده بود را نیز کشت. بنا بر کتاب اول مکابیان، او اعلام کرد: "هرکس برای شریعت غیور است و از پیمان حمایت می کند با من بیاید!", و با پسرانش و پیروانش به بیابان یهودیه گریخت. این رویدادها آغاز شورش مکابیان را نشان می دهد..
هنگامی که متاتیاس درگذشت، پسرش یهودا مکابی رهبری شورش را برعهده گرفت. او با استفاده از تاکتیک های چریکی، چندین ارتش کوچک سلوکی را در حالی که آنتیوخوس چهارم در شرق درگیر جنگ بود شکست داد. این درگیری به شدت مذهبی بود زیرا مکابیان برای متمایز کردن خود از مخالفان یهودی شان، خود را یهودیان افراطی معرفی می کردند و اقدام به ختنه اجباری گسترده می کردند. یهودا در نهایت موفق شد اورشلیم را تصرف کند و معبد بی حرمت شده را پاکسازی کند.. این رویداد با جشن یهودی حنوکا گرامی داشته می شود..
در ۱۶۴ پیش از میلاد، مرگ آنتیوخوس چهارم و درگیری فرماندهانش بر سر سرپرستی پسر کوچکش آنتیوخوس پنجم، به نفع مکابیان بود؛ این آشفتگی زمانی پایان یافت که برادرزاده آنتیوخوس چهارم، دمتریوس یکم، از تبعید در روم بازگشت، آنتیوخوس پنجم را برکنار کرد و بر تخت سلوکیان نشست. دمتریوس جنگ را علیه مکابیان ادامه داد و از مخالفان یهودی آنها پشتیبانی کرد. در این زمان بود که یهودا توانست با رومیان پیمانی ببندد. حدود ۱۶۱ پیش از میلاد، پیمان رومی-یهودی امضا شد. در ۱۶۰ پیش از میلاد، باکیدس، سردار سلوکی، مکابیان را در نبرد الاسا در ۱۶۰پیش از میلاد شکست داد؛ مرگ یهودا در این نبرد ضربه سنگینی به شورشیان وارد کرد..
پس از مرگ یهودا، برادرش جاناتان آفوس رهبری شورش را به عهده گرفت. او از کشمکش داخلی سلوکیان بین پادشاه دمتریوس یکم سوتر و یک غاصب به نام الکساندر بالاس بهره برد. هر دو تلاش کردند جاناتان را با امتیازات به سوی خود جلب کنند و الکساندر بالاس حتی او را به مقام کاهن اعظم برگزید. الکساندر بالاس در نهایت موفق شد خود را تثبیت کند، اما به سرعت توسط پسر دمتریوس، دمتریوس دوم شکست خورد. نبرد بر سر تاج و تخت اکنون بین او و سردار دیودوتوس تریفون بود که موقعیت جاناتان را بیش از پیش تقویت کرد. این وضعیت حتی زمانی که تریفون موفق شد با خیانت جاناتان را در عکا دستگیر بکند و به قتل برساند، تغییری نکرد.
در ۱۴۲ پیش از میلاد، سیمون تاسی، آخرین پسر متاتیاس، رهبری شورش و کاهن اعظمی را برعهده گرفت. او در نهایت موفق شد آکرا، یک مجتمع نظامی در اورشلیم که آخرین نماد حاکمیت سلوکیان در یهودیه بود را نابود کند.

#### دولت رعیتی حشمونیان ( ۱۴۰-۱۱۰  پیش از میلاد )
پس از اغتشاش و کشتار سیمون و جایگزینی او توسط پسرش یوحان حیرکانوس اول (حدود ۱۳۴-۱۰۴ پیش از میلاد)، آنتیوخوس هفتم با ارتش بزرگی به یهودیه حمله کرد و پس از دو سال محاصره حیرکانوس حاکم رعیتی در   اورشلیم را مجبور به تسلیم کرد . با این حال، پس از مرگ آنتیوخوس در جنگ‌های سلوکی-پارتی در سال ۱۲۹ پیش از میلاد، سلوکی‌ها  ضعیف شده بودند و دیگر نمیتوانستند  بتوانند سیاست فعالی را خارج از سوریه را پیگیری کنند؛ حیرکانوس از بار خود آزاد شد، و او دولت دی‌فاکتو مستقل حشمونیان یهودیه را ایجاد کرد برای اولین بار سکه‌ ضرب کرد و قلمرو دولت را به دو برابر افزایش داد. 

### دورهٔ حشمونیان (۱۱۰–۶۳ پیش از میلاد)
در حدود سال ۱۱۰ پیش از میلاد، حیرکانوس  به ما وراء اردن حمله‌ کرد. ارتش او شهر مدیبا را محاصره به  کرد و پس از شش ماه محاصره آن را به دست آورد. پس از این پیروزی، به سمت شمال روی آورد وبه  سامریه حمله کرد، سامریه  مدت‌ها یهودیه را از شهرک های  یهودی در جلیل از هم جدا کرده بود. شخم  به یک روستا تبدیل شد بود و معبد سامریان در کوه گریزیم تخریب شد.. شواهد باستان‌شناسی این رویدادها را بین سال‌های ۱۱۱ و ۱۱۰ پیش از میلاد می‌گذارد.. حیرکانوس همچنین به حمله نظامی به ایدومئا پرداخت و شهرهای ماریسا و آدورا را به تصرف دراورد. بسته به منابع موجود با  تهدیدبه تبعید و یا مرگ ایدومیان‌ها به یهودیت گرویدند. .
پس از مرگ حیرکانوس، پسرش آریستوبولوس اول (حدود ۱۰۴-۱۰۳ پیش از میلاد) برای اولین بار عنوان پادشاه را به خود اختصاص داد و آن را با سمت کاهن اعظم ترکیب کرد. اکنون مردم بیشتر امادگی داشتند که تأثیرات هلنیستیکی که در طول جنگ با یهودیه به عنوان غیریهودی دیده میشدند بپذیرند؛ حکومت حشمونی به ویژگی‌های واضح حکومت هلنیستی برخوردار بود، اما این ویژگی‌ها را با عناصر مذهبی ترکیب میکرد. آریستوبولوس جلیل را فتح کرد وان را ضمیه کرد. جلیل،  قبلاً ساکنان ان کفار بودند، ومابین انان جوامع یهودی نیز بودند اکنون بیشتر بعد از فتح ان توسط یهودیان اسکان داده  میشد . یوسیفوس می‌نویسد که وی همچنین ایتورئا را تسخیر و یهودی‌سازی کرده بود، اما این ادعا توسط شواهد باستان‌شناسی تأیید نمی‌شود.
الکساندر یانائوس (حدود ۱۰۳-۷۶ پیش از میلاد)، یک سری جنگ‌های گسترشی را آغاز کرد، عمدتاً علیه شهرهای هلنیستی اطراف یهودیه. بر خلاف پیشوازان خود که تمرکز خود را بر تجمع جمعیت یهودی در یک کشور داشتند، تلاش‌های نظامی او تحت تأثیر تمایل به کنترل نقاط اقتصادی کلیدی مانند بنادر و مسیرهای تجاری بود. در همان زمان، او سیاست تغیر مذهب  پیشوازان خود را ادامه داد و پلا را نابود کرد زیرا ساکنان آن از تغیر مذهب امتناع کردند. در دوران حکومت او، پادشاهی حشمونی به بیشترین حد گسترش یافت، حالا شامل دشت های ساحلی، شمال نواحی نقب، و بخش‌های غربی ما وراء اردن بود. نقش دوگانه یانائوس به عنوان پادشاه و کاهن اعظم، تمایل او به صدوقیان، هزینه بالای جنگ‌ها چه مالی و هم زندگانی مردم برای  تعادل دولت او مشکل امیز بود و منجب به تهدید برای او همراه داشت و مخالفت علیه حکومت او را به وجود آورد، که در جنگ داخلی یهودیه، یانائوس ان را  با خشونت سرکوب کرد.
پس از مرگ همسرش، یانائوس، سالومه الکساندرا (حدود ۷۶-۶۷ پیش از میلاد) به قدرت رسید. در دوران حکومت او رای اولین بار از زمان ظهور حشمونیان کهانت از سایر قدرت‌های دولت جدا شد . سالومه پسرش، حیرکانوس دوم را به عنوان کاهن اعظم و برادرش، آریستوبولوس دوم، را به عنوان فرمانده ارتش منصوب کرد و یک سیاست معتدل و بیشتر دفاعی را پیگیری کرد که شامل ایجاد یک ارتش بزرگ و دفاعی بود. دوران نه سالهٔ حکومت او به عنوان یکی از دوران صلح و رونق اقتصادی توصیف می‌شود، در طول آن کشور از جنگ‌ها بهبود یافت. ملکه به وضوح از فریسیان حمایت می‌کرد، حتی اجازه داد به آنها صدوقیان را ازار دهند و مجازات کنند. حکومت او طعم هلنیستی مشخصی داشت، زیرا در یهودیه هیچ سنتی از حکومت زنانه وجود نداشت.
پادشاهان حشمونی تلاش کردند تا یهودیه را انطور که در کتاب مقدس توصیف شده است، زنده کنند: یک سلطنت یهودی که از اورشلیم حکومت می‌شود و شامل تمامی سرزمین‌هایی که داوید و سلیمان قبلاً حکومت کرده بودند. برای اجرای این برنامه، حشمونیان ملت‌های همسایه را  به زور  به یهودیت گرویدند. برخی از محققان ادعا می‌کنند که سلسله حشمونی به نهایت کتاب مقدس یهودی را نهادینه کردند.

#### جنگهای داخلی حشمونیان
پس از مرگ سالومه الکساندرا در سال ۶۷ پیش از میلاد، حیرکانوس دوم، پسر بزرگترش، حق داشت تا تاج را به سر بگذارد و قبلاً به عنوان کاهن اعظم عمل می‌کرد. با این حال، آریستوبولوس دوم، پسر کوچکترش، پرانگیزه تر بود و مصمم به تصاحب پادشاهی بود. آریستوبولوس ارتشی را جمع کرد و به اورشلیم حمله کرد و حیرکانوس را مجبور به ترک تاج کرد. کناره گیری از تاج رسماً در معبد انجام شد، و پسر آریستوبولوس، الکساندر، با دختر حیرکانوس، الکساندرا  ازدواج کرد. با این حال، آنتیپاتر، یک اشراف زاده ادومی که به عنوان مشاور حیرکانوس خدمت می‌کرد، او را متقاعد کرد که تسلیم تاج یک اشتباه است که باید تصحیح شود. همراه با آرتاس سوم، پادشاه نبطی ها، این دو نفر اتحادی تشکیل دادند و با هم به اورشلیم حمله کردند و ان را  محاصره کردند.
در همین دوران، سرلشکر رومی پمپئوس در حال انجام یک حمله در شرق مدیترانه بود. پس از شکست دادن میتریدات ششم پونتوس، پمپئوس پادشاهی سلوکید را فتح کرد، و ان را به یک  استان رومی به نام سوریه تبدیل داد. برادران که با هم در جنگ بودند، متوجه به ارتشی قدرتمندکه در نزدیکی به آن‌ها اردو بود شدند، و از پمپئوس درخواست کمک کردند تا بین آن‌ها قضاوت بکند.  سپس سه نمایندگی  به نزد پمپئوس آمدند: یکی ارسال شده توسط آریستوبولوس، یکی ارسال شده توسط حیرکانوس، و یکی دیگر از "مردم" که خواست دار لغو دودمان حشمونیان بودند زبیراکه که حشمونیان حکومت را از دست کهانین گرفته بودند و به حکومت پادشاهان تبدیل کرده بودند. پمپئوس به نمایندگی‌ها گوش داد اما از تصمیم‌گیری خودداری کرد. در نهایت، در سال ۶۳ پیش از میلاد، پمپئوس به یهودیه حمله کرد، اورشلیم را فتح کرد، او مقدس ترین مکان معبدرا هتک حرمت کرد,، آریستوبولوس را زندانی کرد و حیرکانوس را "رهبر قومی" نامید، عنوانی که کمتر از عنوان "پادشاه" است.یهودیه سپس از ان به عنوان یک پادشاهی وابسته به جمهوری روم شد.

## دوره اولیه رومی (۶۳ قبل از میلاد - ۷۰ میلادی)
پس از فتح یهودیه توسط پمپی در سال ۶۳ قبل از میلاد، هیرکانوس دوم نقش رهبر قومی را بر عهده گرفت؛ با این حال، مشاور او آنتی‌پاتر در عمل حاکم بود و امور مملکت را اداره می‌کرد. برخی شهرهایی که توسط حشمونیان فتح شده بودند از حکومت یهودیه خارج شدند، از جمله آزوتوس، یافا و سامره، به همراه سکیتوپولیس و چند شهر در  ما وراء اردن که دکاپولیس نیمه مستقل را تشکیل دادند.
حکومت هیرکانوس دوم ناپایدار بود. الکساندر دوم، پسر آریستوبولوس دوم، ارتشی بزرگ گرد آورد و اورشلیم را تصرف کرد و هیرکانوس را مجبور به ترک شهر نمود. فرمانده رومی آولوس گابینیوس برای انتقام به یهودیه لشکر کشید، هیرکانوس را به اورشلیم بازگرداند و او را دوباره به عنوان کاهن اعظم منصوب کرد. زمانی که جنگ داخلی سزار آغاز شد، ژولیوس سزار تلاش کرد آریستوبولوس را بر تخت بنشاند؛ با این حال، آریستوبولوس مسموم شد و پسرش الکساندر که آماده حمایت از او بود، به دستور پمپی در آنتیوک گردن زده شد. آنتی‌پاتر و پسرانش فاسائل و هرود در حالی که قدرت سلسله حشمونیان رو به افول می‌رفت، جایگاه و قدرت کسب کردند.
زمانی که پارتیان در سال ۴۰ قبل از میلاد به این منطقه لشکر کشیدند، آنتیگونوس دوم ماتاتیاس، کوچکترین پسر آریستوبولوس دوم را به عنوان پادشاه برگزیدند. فاسائل خودکشی کرد و هیرکانوس دوم پس از آنکه گوشش را برای جلوگیری از اینکه دوباره به عنوان کاهن اعظم عمل کند بریدند، به عنوان اسیر به بابل برده شد. هرود که از پارتیان گریخته بود، راه خود را به سوی مارک آنتونی پیدا کرد که در آن زمان بخش شرقی جمهوری روم را کنترل می‌کرد. او با موافقت همکار حکومتی‌اش اگوستوس که بخش غربی را کنترل می‌کرد، تصمیم گرفتند هرود را به عنوان پادشاه یهودیه منصوب کنند و او را با یک ارتش برای تصرف تاج و تخت فرستادند. در سال ۳۷ قبل از میلاد، اورشلیم پس از محاصره تصرف شد و آنتیگونوس دستگیر و اعدام شد.

### سلسله هرودیان
در سال های ۳۷-۳۶ قبل از میلاد، هرود کبیر توسط سنای روم به عنوان پادشاه یهودیان منصوب شد. پادشاهی یهودیه در دوره او همچنین به عنوان پادشاهی هرودی شناخته می‌شود. هرود به عنوان یک متحد نزدیک و وفادار رومیان، حکومت خود را تا عربستان و حوران گسترش داد. او پروژه‌های بزرگ ساختمانی بسیاری را انجام داد، از جمله بازسازی کامل معبد دوم و گسترش تپه معبدی، و تأسیس قیصریه ساحلی به عنوان یک شهر بندری مهم. هرود همچنین محوطه‌ای را در اطراف ارامگاه حضرت اباهیم در حبرون، قلعه‌ای در مَصادا و هرودیوم ساخت. پادشاهی هرودی تحت هرود دوره رشد و گسترش را تجربه کرد.
پس از مرگ هرود در سال ۴ قبل از میلاد، پادشاهی به چند بخش بین سه پسر او (در ابتدا چهار بخش) تقسیم شد که یک حکومت چهار نفره را تشکیل داد. بخش مرکزی این حکومت چهار نفره به هرود آرخلائوس داده شد که شامل یهودیه، ادومیه و سامره بود. مرگ هرود در سال ۴ قبل از میلاد موجب آزادی احساسات انباشته مردمی شد که تحت خشونت او سرکوب شده بودند. بسیاری از مردم به دلیل مالیات‌های سنگین و هزینه‌های هرود تهیدست شده بودند. زمانی که او درگذشت، پروژه‌های ساختمانی‌اش که روزی فرصت‌های شغلی ایجاد می‌کرد، متوقف شد و بسیاری از مردم شغل خود را از دست دادند. این احساسات انباشته در نهایت به دلایل جنگ اول یهودی-رومی کمک کرد.

### یهودیه رومی
در سال ۶ میلادی، کشور دچار آشوب شد و حاکم هرودی یهودیه برکنار گردید تا استان جدید یهودیه تحت حکومت مستقیم روم تشکیل شود.. استان رومی یهودیه بر بخش‌هایی از مناطق سابق پادشاهی‌های حشمونیان و هرودیان گسترش یافت. این استان در سال ۶ میلادی با سرشماری کیرینیوس ایجاد شد و پس از ۱۳۵ میلادی با سوریه فلسطین ادغام گردید.در دوران اواخر معبد دوم، اورشلیم به اوج بزرگی و جمعیت خود رسید.. اکثر محققان تخمین می‌زنند جمعیت این شهر در آن زمان بین ۷۰,۰۰۰ تا ۱۰۰,۰۰۰ نفر بوده است..
هرود دوم بر ایتورایا و تراکونیتیس تا زمان مرگش در سال ۳۴ میلادی حکومت کرد که پس از آن فرزندش هرود آگریپا اول جانشین او به عنوان تتراک شد. آگریپا که پیش از این حاکم خالکیس بود، خالکیس را به برادرش هرود واگذار کرد و به جای فیلیپ حکومت کرد. پس از مرگ هرود آنتیپاس در سال ۳۹ میلادی، هرود آگریپا حاکم جلیل نیز شد و در سال ۴۱ میلادی، به عنوان نشانه لطف امپراتور کلودیوس، جانشین ماروللوس فرماندار رومی به عنوان حاکم یهودیه شد.
این دوره از حدود ۴ قبل از میلاد تا ۳۳ میلادی همچنین به این دلیل قابل توجه است که دوران زندگی عیسی ناصری، عمدتاً در جلیل و تحت حکومت هرود آنتیپاس بوده است. بنابراین در تاریخ یهود این دوره زمانی شکل گیری مسیحیت به عنوان یک فرقه مسیحایی از درون یهودیت معبد دوم محسوب می‌شود.

#### جنگ اول یهودی-رومی
در سال ۶۶ میلادی، یهودیان یهودیه علیه روم شوریدند و جنگ اول یهودی-رومی (۶۶-۷۳ میلادی) که به جنگ بزرگ یهودی نیز معروف است را آغاز کردند. فلاویوس یوسفوس، مورخ یهودی همعصر که به عنوان فرمانده نیروهای یهودی در جلیل جنگید اما بعداً به روم پیوست، رویدادهای این جنگ را در کتاب "جنگ یهودی" خود ثبت کرده است.
وسپاسیان، یک ژنرال با تجربه رومی، توسط امپراتور نرو برای سرکوب شورش فرستاده شد. او به همراه لژیون‌های دهم فرتنسیس و پنجم مقدونیه به پتولماییس رسید. در آنجا پسرش تیتوس که از اسکندریه به فرماندهی لژیون پانزدهم آپولیناریس آمده بود، به او پیوست، همچنین ارتش‌های متحدان محلی از جمله ارتش پادشاه آگریپا دوم نیز به آنها ملحق شدند. در جریان لشکرکشی جلیل، بسیاری از شهرها بدون جنگ تسلیم شدند و شهرهای دیگر به زور گرفته شدند. یودفات، یک شهر حصاردار در جلیل پایینی، پس از ۴۷ روز محاصره به دلیل خیانت سقوط کرد؛ شهر ویران شد، بسیاری کشته شدند و بقیه به بردگی گرفته شدند. گاملا، پایگاه اصلی یهودیان در بلندی‌های جولان، پس از یک ماه محاصره سقوط کرد. پس از وقفه‌ای در عملیات نظامی که به دلیل جنگ داخلی و آشفتگی سیاسی در روم رخ داد، وسپاسیان به روم احضار و به عنوان امپراتور منصوب شد.
در اوایل سال ۷۰ میلادی، تیتوس برای محاصره اورشلیم، مرکز مقاومت شورشیان در یهودیه، حرکت کرد. این شهر پس از یک دوره آشوب گسترده و فروپاشی یک دولت موقت کوتاه مدت، توسط چندین گروه شورشی تصرف شده بود. دو دیوار نخست اورشلیم در عرض سه هفته شکسته شد، اما ارتش روم نتوانست دیوار سوم و ضخیم‌تر را به دلیل ایستادگی سرسختانه شورشیان بشکند. بر اساس گزارش یوسفوس، مورخ همعصر و منبع اصلی این جنگ، شهر قربانی قتل عام، قحطی و آدم‌خواری شد. در روز نهم ماه عبری او، ۷۰ میلادی (۳۰ اوت)، نیروهای رومی سرانجام بر مدافعان غلبه کردند و معبد را به آتش کشیدند.. مقاومت یک ماه دیگر ادامه یافت، اما در نهایت بخش‌های بالایی و پایینی شهر نیز گرفته شد و شهر تا بنیان سوزانده شد. تیتوس تنها سه برج قلعه هرودیان را به عنوان گواهی بر عظمت گذشته شهر باقی گذاشت. یوسفوس نوشت که بیش از یک میلیون نفر در این محاصره و درگیری‌های بعدی کشته شدند.. در حالی که مطالعات معاصر این رقم را زیر سؤال می‌برند. همه موافقند که این محاصره تلفات انسانی زیادی در پی داشت  به‌طوری که بسیاری کشته و به بردگی گرفته شدند و بخش‌های وسیعی از شهر ویران شد.
پس از سقوط اورشلیم، تیتوس به روم بازگشت و پایگاه‌های باقی مانده یهودیان از جمله هرودیوم و ماکروس را به لژیون‌های رومی سپرد. این جنگ در سال‌های ۷۳-۷۴ میلادی با محاصره مَصادا به پایان رسید. به گفته یوسفوس، این محاصره منجر به خودکشی دسته جمعی شورشیان سیکاری و خانواده‌های یهودی ساکن در آنجا شد، اگرچه تاریخی بودن این خودکشی دسته جمعی مورد بحث است.

### پیامد و عاقبت جنگ اول یهودی-رومی
دو نسل بعد از از جنگ اول یهودی-رومی، شورش بارکوخبا (۱۳۲-۱۳۶ میلادی) درگرفت. یکی از دلایل آن به نظر می‌رسد بازسازی اورشلیم به عنوان یک مستعمره رومی با نام ائلیا کاپیتولینا بود. این شورش به شدت توسط رومیان سرکوب شد و منجر به خالی شدن گسترده جوامع یهودی از سکنه شد، حتی بیشتر از جنگ اول یهودی-رومی در سال ۷۰ میلادی. برخی محققان این رویدادها را نسل‌کشی توصیف کرده‌اند. بر اساس گزارش کاسیوس دیو، ۵۸۰،۰۰۰ یهودی در این جنگ کشته شدند و بسیاری دیگر از گرسنگی و بیماری جان باختند، ۵۰ قلعه و ۹۸۵ روستا ویران شد. علاوه بر این، بسیاری از اسرای جنگی یهودی به بردگی فروخته شدند.. برخی از مورخان معاصر ادعا می‌کنند که ارقام دیو تا حدی اغراق‌آمیز بود,، اما بر اساس شواهد باستان‌شناسی، تقریباً تمام محققان ادعای او در مورد خالی شدن گسترده از سکنه را تأیید می‌کنند.. این شورش به آرزوی یهودیان برای بازسازی اورشلیم و معبد و همچنین به‌طور محسوس‌تر، سکونت یهودیان در منطقه یهودیه پایان داد. استان یهودیه نام خود را به سوریه فلسطین تغییر داد.
بعد از شکست شورش بار کوخبا، حضور یهودیان در این منطقه به‌طور قابل توجهی کاهش یافت.. با این حال، حضور کوچکی از یهودیان باقی ماند و جلیل به مرکز مذهبی آنها تبدیل شد. جوامع یهودی همچنین در تپه های جنوبی حبرون و نوار ساحلی ساکن ماندند. مشنا و بخشی از تلمود، متون مرکزی یهودی، در قرن های ۲ تا ۴ میلادی در طبریه و اورشلیم نوشته شدند.. در طول قرن های بعد، یهودیان بیشتری به جوامع شکوفای پراکنده مهاجرت کردند. برخی دیگر در سرزمین اسرائیل ماندند و برخی به مسیحیت گرویدند.. مورخان یهودی گاهی از این دوره زمانی که با دوران باستانی جهان مصادف است، به عنوان دوره ربانی یا تلمودی یاد می کنند.
پس از ویرانی معبد دوم، یهودیت به دو حوزه زبانی یونانی و عبری/آرامی تقسیم شد. الهیات و متون مذهبی هر یک از این جوامع کاملاً متفاوت بود. یهودیت یونانی‌زبان هرگز یشیواهایی برای مطالعه شریعت شفاهی ایجاد نکرد. یهودیت ربانی (که در سرزمین اسرائیل و بابل متمرکز بود) تقریباً به‌طور کامل پراکندگی یونانی‌زبان را در نوشته‌های خود نادیده می‌گیرد. مشخص نیست که آیا یهودیت یونانی‌زبان در نهایت با ادغام پیروانش در جامعه مسیحی یونانی-رومی ناپدید شد، یا اینکه به عنوان یک جامعه متمایز کتاب‌محور باقی ماند که بعدها بر تکامل یهودیت قرائی تأثیر گذاشت.
در قرن اول میلادی، جامعه یهودی در بابل، که یهودیان پس از فتح بابل و همچنین پس از شورش بار کخبا در سال ۱۳۵ میلادی به آنجا تبعید شده بودند، جمعیت رو به رشد سریعی در حدود یک میلیون نفر داشت که این رقم بین سالهای ۲۰۰ تا ۵۰۰ میلادی، هم از طریق رشد طبیعی و هم از طریق مهاجرت بیشتر یهودیان از سرزمین اسرائیل، به حدود دو میلیون نفر  افزایش یافت و حدود یک ششم جمعیت یهودیان جهان را در آن دوران تشکیل می داد..

## دین
در طول ۶۰۰ سال دوران معبد دوم، جریان های مذهبی متعددی ظهور کرد و تحولات مذهبی گسترده ای رخ داد. تکامل کانون کتاب مقدس عبری، کنیسه، و آخرالزمان گرایی یهودی همگی می توانند به دوران معبد دوم ردیابی شوند.
بر اساس سنت یهودی، نبوت در دوران اولیه معبد دوم متوقف شد؛ این امر در زمانی که یهودیان بیشترین نیاز را به حمایت و راهنمایی الهی احساس می کردند، آنها را بدون نسخه خودشان از هدایت الهی رها کرد.
در دوران یونانی، جریان های یهودیت تحت تأثیر فلسفه یونانی قرار گرفتند که از قرن سوم قبل از میلاد توسعه یافته بود، به ویژه یهودیان مهاجر در اسکندریه که منجر به تدوین ترجمه  هفتادگانی ( سپتواگینتا ) شد. فیلون یکی از حامیان مهم ترکیب الهیات یهودی و تفکر یونانی بود. نفوذ فزاینده یونانی گرایی در یهودیت منبع اختلاف برای برخی یهودیان شد؛ این یکی از عوامل اصلی شورش مکابیان بود.
در اواسط قرن دوم قبل از میلاد، فرقه های فریسیان و صدوقیان بر اساس نظر اکثر دانشمندان شکل گرفتند. تصور می شود فرقه عرفانی صحرای یهودیه، احتمالاً اسنیان، در یک سوم دوم قرن دوم قبل از میلاد تاسیس شده است. این فرقه نمونه مفیدی از تأثیر عمیق این سالها بر ظهور الگوها، باورها و سبک زندگی های جدید است. فرار اعضای فرقه به بیابان، اعتراض مستقیمی علیه آنچه در آن زمان در اورشلیم در جریان بود. ظهور رهبری جدید در شهر، رهبری که مسیر تاریخ یهود را برای بیش از یک قرن شکل می داد، منجر به بیگانگی و جدایی این فرقه شد.
از حدود سال ۱۷۰ قبل از میلاد تا ۳۰ میلادی، پنج نسل متوالی از زوگوت ("جفت های") رهبران، امور معنوی یهودیان را رهبری کردند.
در دوران اواخر معبد دوم، ایده های مسیحایی متعددی شکل گرفت. مسیحیت در ابتدا به عنوان یک فرقه یهودی معبد دوم در قرن اول یهودیت یونانی در یهودیه روم ظهور کرد. عیسی ناصری یک واعظ و رهبر مذهبی یهودی در قرن اول میلادی بود. پس از مرگ او، حواریون و پیروانشان در سراسر لوانت، اروپا، آناتولی، بین النهرین، قفقاز جنوبی، مصر و اتیوپی گسترش یافتند، علیرغم آزار و اذیت اولیه. به زودی این آیین پرستندگان خدای غیر یهودی را نیز جذب کرد که منجر به دوری از آداب و رسوم یهودی شد و پس از سقوط اورشلیم که به یهودیت مبتنی بر معبد پایان داد، مسیحیت به تدریج از یهودیت جدا شد.

## ادبیات
ادبیات مذهبی دوران معبد دوم را می‌توان به سه دسته تقسیم کرد: کتب اپوکریفا و پسودپیگرافا؛ ادبیات یهودیان یونانی‌زبان مهاجر؛ و نسخه‌های دریای مرده. دو دسته اول توسط مسیحیان حفظ شدند، در حالی که دسته سوم در قرن بیستم در غارهای قمران کشف شد.
کتب اپوکریفا ("کتب پنهان") توسط برخی فرقه های مسیحی به عنوان کتب قانونی مقدس پذیرفته شده است و شامل کتاب هایی مانند ۴-۱ مکابیان، سیراخ، حکمت سلیمان، باروخ (شامل نامه ارمیا)، توبیت و یهودیت، به همراه ۲-۱ عَزرا و دعای مناسه می شود که توسط هیچ کلیسایی به عنوان قانونی شناخته نمی شوند. کتب پسودپیگرافا ("عناوین نادرست") شامل کتاب هایی است که به چهره های شناخته شده کتاب مقدس مانند انوخ، ابراهیم، موسی و دیگران نسبت داده می شود. نسخه های دریای مرده به‌طور کلی به عنوان کتابخانه یک جامعه عرفانی و فرقه ای که در قمران زندگی می کردند، احتمالاً اسنیان، در نظر گرفته می شوند. این نسخه ها علاوه بر آثار دو دسته اول، شامل نوشته های دیگری مانند قانون جامعه، سند دمشق، نسخه معبد، نسخه جنگ، سرودهای سپاسگزاری، پشاریم و موارد دیگر نیز هست.
دسته چهارم نیز وجود دارد که شامل برخی از بخش های کتاب مقدس عبری است که در دوران معبد دوم نگاشته شده اند، از جمله کتب انبیای زکریا، حَجَی، ملاکی، یوئیل و بخش هایی از کتاب اشعیا (فصل های ۲۴ تا ۲۷ و ۵۶ تا ۶۶)، که همگی مربوط به دوران هخامنشیان هستند، به همراه بخش های گسترده ای از کتوویم. با این حال، این کتاب ها معمولاً در پژوهش های علمی جزء ادبیات دوران معبد دوم طبقه بندی نمی شوند.

## اقتصاد

#### کشاورزی
تقریبا تمامی نیازهای اقتصاد ملی یهودی در دوران معبد دوم در داخل کشور تامین می شد؛ صادرات و واردات بسیار ناچیز بود.. کشاورزی نقش مهمی در زندگی اقتصادی داشت. یوسفوس دلیل اینکه متون قدیمی از یهودیان نام نبرده اند را چنین توضیح می دهد:
بنابراین در مورد خودمان، ما نه در یک کشور ساحلی زندگی می کنیم و نه در تجارت و مبادلات تجاری که از آن ناشی می شود لذت می بریم؛            بلکه شهرهایی که در آن ساکن هستیم از دریا دور است، و با داشتن یک سرزمین حاصلخیز برای سکونت، تنها به کشاورزی در آن می پردازیم..
بر اساس شواهد، اکثر اراضی کشاورزی یهودیه برای کشت غلات، عمدتاً گندم و همچنین جو که محصولی مقاوم‌تر اما کمتر محبوب در مناطق خشک‌تر بود، استفاده می‌شد. باستان‌شناسان تعداد زیادی چرخ روغن زیتون و شراب کشف کرده‌اند که نشان‌دهنده اهمیت این محصولات نیز هست. ادبیات ربانی، نوشته‌های یوسفوس و عهد جدید نیز آشکار می‌کنند که سبزیجات، صیفی‌جات و حبوبات هم کشت می‌شدند. حبوبات بسیار مهم بودند، زیرا می‌توانستند برای مدت طولانی نگهداری شوند و اغلب در سال‌هایی که سایر محصولات شکست می‌خوردند.، به خوبی رشد می‌کردند. منابع از اواخر قرن اول و اوایل قرن دوم میلادی نشان می‌دهد که برنج توسط کشاورزان یهودی در اوایل دوره روم به فلسطین معرفی شد. برنج محلی، برنجی با دانه‌های بزرگ و باکیفیت بود..
از محصولات دامپروری عمده می‌توان به شیر، کره و پنیر (اگرچه این خوراکی‌ها سهم کوچکی در رژیم غذایی داشتند)، پشم و غذا برای ارتش روم اشاره کرد که به‌طور غیرمعمول برای آن زمان، شامل یک جیره روزانه گوشت بود. ماهی نیز وجود داشت، احتمالاً عمدتاً شور، اما نه در مقادیر زیاد. شهر جلیلی تاریشیا، واقع در ساحل دریاچه جلیل، نام خود را از واژه یونانی ταρίχη به معنای "ماهی شور" گرفته است..
چند منطقه کوچک در استان به کشت محصولات نقدی اختصاص داده شده بود. یک نمونه معروف، باغ های درخت بلسان در اطراف اریحا بود. جوزفوس همچنین اشاره می کند که در زمان او، زیتون به‌طور گسترده ای در برخی از مناطق جلیل بالا کشت می شد و روغن آن گاهی به شهرهای همسایه فروخته می شد..

#### واردات و صادرات
منابع متعددی وجود دارند که نشان می‌دهند مقداری واردات محدود هم صورت می‌گرفته است. واردات گندم در مخشیرین ۳:۴ ذکر شده است و حکم هاخامها مبنی بر ناپاکی آیینی ظروف سفالی و شیشه‌ای وارداتی نیز به نظر می‌رسد که این محصولات به منطقه وارد می‌شدند. نوشته‌های حَفتصیبا از دوره هلنیستی نشان می‌دهد که تبادل کالا میان جوامع محلی تا حدی وجود داشته و حتی امکان داشته که صادراتی هم صورت گرفته باشد. همچنین ممکن است که این منطقه به عنوان یک پایگاه تجاری عمل می‌کرده باشد، زیرا بلسان و خرما از منطقه اریحا در خارج از منطقه فروخته می‌شد و مشخص است که مردم محلی در آنجا در سایر موارد خودکفا نبوده‌اند..
اما با نگاه به کلیت وضعیت اقتصادی، مقیاس واردات و صادرات ناچیز بوده است. به عنوان مثال، رومیان مالیات سالیانه زمین و بندرگاهی به مبلغ ۲۰،۶۶۵ مودیا، یا حدود ۱۳۵.۵ تن گندم را برای شهر یافا از هیرکانوس دریافت می کردند. مالیات ۱۳۵.۵ تن گندم برای بندر اصلی یهودیان بسیار ناچیز بود که نشان می دهد این شهر تنها مقدار کمی کالا صادر می کرده است. بر اساس گفته یوسفوس، مراکز تجاری اصلی شهرهای ساحلی فنیقی بودند. آنها در تجارت بین المللی در دریای مدیترانه شرکت داشتند و گفته می شود به عنوان بنادر اصلی برای کمی واردات و صادرات سرزمین اسرائیل عمل می کردند. حشمونیان برخی از این شهرها را فتح کردند، اگرچه ممکن است کاملا متروک نشده باشند، اما وضعیت اقتصادی و اعتبار آنها تنزل یافت. در این دوره تنها اسقلان شهر مستقل باقی ماند و یافا همچنان به عنوان یک بندرگاه کوچک فعالیت می کرد. پس از تصرف یهودیه توسط رومیان، شهرهای ساحلی فنیقی دوباره شکوفا شدند و جایگاه خود را به عنوان مراکز اقتصادی باز یافتند.
واردات مواد غذایی در زمان های خشکسالی یا قحطی، همانند دوران هرود, و هلنا . اهمیت داشت. با این حال، همان‌طور که در کتاب وصیت ایوب  , آشکار است، تجارت در این دوران اغلب ویژگی شهرهای ساحلی بود.

#### کالا و محصولات
اورشلیم در اواخر دوران معبد دوم یک مرکز مصرف مهم در آن زمان بود. این مرکز اقتصادی برای تأمین نیازهای معبد و زائران، و همچنین ساکنان محلی که در کشاورزی کار نمی‌کردند، توسعه یافته بود. کبوترها در دشت‌های یهودیه پرورش داده می‌شدند و به معبد فرستاده می‌شدند.
محل هایی که معبد از آنجا محصولات کشاورزی با کیفیت بالا دریافت می کرد، در مشنای مناخوت آمده است: آرد نان نازک با کیفیت برتر از مزارع میخماس و زانوخا (زانوآ امروزی) حمل می شد.  آرد افورایم در رتبه دوم قرار داشت. درختان زیتون نزدیک تقوع در جلیل، منبع اصلی روغن زیتون معبد بودند.رجف در شرق رود اردن در رتبه دوم قرار داشت.قروتیم (کروتیم) و هاتولیم تولیدکنندگان اصلی شراب بودند، پس از آن بیت ریما (بانی زید الغربیه امروزی)، بیت لاون (الوبان الغربی) و کفار سیگنا (در جلیل پاینی) قرار داشتند..

## زبان

#### نمای کلی
در دوران معبد دوم، محیط زبانی در یهودیه با همزیستی دو زبان گفتاری آرامی و عبری مشخص می‌شد. در مورد معنای دوزبانگی جمعیت اختلاف نظر وجود دارد؛ برخی معتقدند گویشوران به یک اندازه به عبری و آرامی تکلم می‌کردند، در حالی که دیگران معتقدند یکی از زبان‌ها بر دیگری بسته به منطقه ترجیح داشته است. آرامی در سامره و جلیل گسترش یافت، در حالی که در یهودیه همچنان از عبری استفاده می‌شد.. اگرچه آرامی در نهایت بر عبری به عنوان زبان رایج در منطقه غلبه کرد، اما بسیاری از مردم عبری را به عنوان زبان عبادی آموختند.
در کل، این دوره شاهد تغییرات زبانی مهمی در منطقه بود که بازتاب تحولات سیاسی، فرهنگی و اجتماعی آن زمان است. همزیستی عبری و آرامی بخشی از ویژگی‌های چندفرهنگی این دوره بود.
در طول دو قرن حکومت هخامنشیان (۵۳۸-۳۳۲ قبل از میلاد)، زبان اداری آرامی امپراتوری بود. از سال ۳۳۳ قبل از میلاد به بعد، یونانی کوینه زبان رسمی اداری شد و برای گسترش فرهنگ یونانی به کار می‌رفت. حتی در زمان حکومت روم، زبان اداری در استان‌های شرقی از جمله یهودیه همچنان یونانی باقی ماند.
این تغییرات زبانی منعکس کننده تحولات سیاسی و فرهنگی در منطقه در طول دوران باستان بود. استفاده از آرامی در دوره هخامنشی، سپس جایگزینی آن با یونانی در دوران یونانی و حتی ادامه استفاده از یونانی به عنوان زبان اداری در دوره حکومت روم، نشان دهنده تأثیرات فرهنگی و سیاسی قدرت‌های بزرگ آن زمان بر این منطقه است.
این تحولات باعث شد تا یهودیان دوزبانه شوند و هم از عبری و هم از زبان‌های رسمی مانند آرامی و یونانی در زندگی روزمره استفاده کنند، که این امر تأثیر عمیقی بر فرهنگ و جامعه آنها گذاشت.
خط مربع (همچنین به نام خط آشوری شناخته می‌شود) احتمالاً در دوران هخامنشی شروع به جایگزینی خط پالئو-عبری کرده بود، اگرچه این گذار تا دوران یونانی کامل نشد و آثار خط قبلی همچنان تا شورش بار کخبا در حال استفاده بود.
زبان لاتین، زبان ارتش روم و سطوح بالاتر اداری، تقریباً تأثیری بر چشم‌انداز زبانی این منطقه نداشت. در متون و شواهد باستان‌شناختی کمتر دیده می‌شود. تنها تعداد اندکی پاپیروس لاتین در این منطقه کشف شده است؛ آنهایی که در مأصادا پیدا شدند، متعلق به پادگان رومی بودند.
بنابراین در حالی که زبان‌های آرامی، عبری و یونانی نقش مهمی در زندگی روزمره مردم داشتند، لاتین تقریباً هیچ نفوذی در میان جمعیت عمومی نداشت و عمدتاً در سطح نظامی و اداری رومیان محدود می‌شد.

#### آرامی
در دوران هخامنشی، آرامی زبان اداری امور غیرنظامی بود. متون قراردادها به زبان آرامی نوشته می‌شدند. کتوبا (سند ازدواج)، گت (سند طلاق) و سایر اسناد قانونی که در تلمود ذکر شده اند، به زبان آرامی نگاشته می‌شدند. فرمول‌های متون آرامی کتوبا از دوران هخامنشی حفظ شده بودند، گرچه در دوره یونانی تغییراتی در آنها داده شد. جامعه یهودی الفانتین نیز آرامی را پذیرفته بود و این زبان، زبان اصلی استفاده شده در پاپیروس‌ها و استراکاهای الفانتین بود. عیسی که اهل جلیل بود و شاگردانش نیز به زبان آرامی سخن می‌گفتند.
بنابراین آرامی در این دوره نقش مهمی در زندگی اداری، قانونی و روزمره یهودیان در سراسر خاورمیانه داشت، گرچه در برخی مناطق مانند یهودیه، عبری همچنان زبان غالب بود.
با وجود اینکه آرامی به زبان رایج در میان مردم تبدیل شده بود، متون آرامی اندکی وجود دارد که اطلاعاتی درباره زبان گفتاری در منطقه در دوران معبد دوم ارائه می‌دهد. سه کتاب از کتاب مقدس عبری شامل بخش‌هایی به زبان آرامی است: عزرا ۴:۸ تا ۶:۱۸ و ۷:۱۲ تا ۲۶ و دانیال ۲:۴ تا ۷:۲۸. "مگیلات تعانیت" (نوار روزه) حدود قرن اول میلادی به زبان آرامی نوشته شده است. این موضوع در مورد ترگومیم، یا ترجمه های آرامی کتاب مقدس نیز صدق می‌کند، اما تاریخ‌گذاری دقیق آنها دشوار است.
این نکته نشان می‌دهد که گرچه آرامی زبان گفتاری غالب در میان مردم بود، اما متون مکتوب آرامی آن دوران به‌طور گسترده‌ای باقی نمانده است. شاید دلیل آن این باشد که عبری همچنان زبان مقدس و رسمی برای بسیاری از متون مهم باقی مانده بود.

#### عبری
برخی از کتب متأخر عهد عتیق مانند عزرا، نحمیا، استر، دانیال، تواریخ، حجی، زکریا و ملاکی صراحتاً به دوران معبد دوم تاریخ گذاری شده اند. آیات اول و دوم کتاب حزقیال در زمان تبعید به بابل نوشته شده است. در مورد زمان نگارش کتاب جامعه، غزل‌غزلها، یونس، برخی مزامیر و احتمالاً کتاب ایوب اختلاف نظر وجود دارد اما اکثر محققان معتقدند در دوران معبد دوم نوشته شده اند.  اکثر این کتب به آنچه در زبان‌شناسی "عبری متأخر کتاب مقدس" نامیده می‌شود، نگاشته شده اند.  این شکل متأخر عبری کتاب مقدس به ویژه در کتاب تواریخ قابل مشاهده است که گاهی بخش‌هایی از کتاب سموئیل و ملوک را بازنویسی می‌کند و قسمت‌هایی را برای انطباق با کاربرد پس از تبعید تغییر می‌دهد. با این حال، نه تمام آثار ادبی دوره معبد دوم به یک اندازه ویژگی‌های عبری متأخر کتاب مقدس را دارند؛ برخی به شکلی نوشته شده‌اند که به‌طور چشمگیری متذکر عبری کلاسیک کتاب مقدس است.
عبری همچنان در برخی مناطق یهودیه حداقل تا سال ۲۰۰ میلادی و شاید حتی بعد از آن زبان گفتاری بود. زبان عبری گفتاری در دوران معبد دوم احتمالاً از عبری کتاب مقدس و شاید از یک لهجه خاص آن ریشه گرفته بود. این شکل از عبری اکنون به عنوان "عبری مشنایی" شناخته می‌شود. حسیدیم که پیش‌درآمد اسنیان و فریسیان محسوب می‌شوند، ترکیبی از عبری کتاب مقدس و عبری مشنایی را به عنوان زبان ادبی خود استفاده می‌کردند که در آن عبری مشنایی غالب بود. ادبیات تنایم و آموراییم در سرزمین اسرائیل و بابل به زبان عبری مشنایی نوشته شده که بعدها در مشنا نیز یافت می‌شود. از اولین نمونه‌ها می‌توان به رساله‌های تمید و میدوت اشاره کرد. این زبان عبری زنده بود و فقط یک زبان مصنوعی محدود به دانشمندان یهودی نبود، هرچند در بحث‌های ربانی ثابت شده بود. گروه قمران همچنان از عبری متأخر کتاب مقدس که یک زبان ادبی بود استفاده می‌کرد، اما آن را با ویژگی‌های زبانی منحصربه‌فرد خود تلفیق می‌کرد.
فلاویوس ژوزفوس، مورخ یهودی قرن اول، مدعی است که او با مردم اورشلیم به زبان عبری سخن می گفت. اما همان‌طور که معمول است، شهادت او مبهم و با برگردان های آرامی که برای توصیف سنت های یهودی استفاده می کند، در تناقض است. عبری گفتاری در طول شورش بار کخبا (۱۳۲-۱۳۵ میلادی) شاهد موج کوتاهی از احیای علاقه بود. با این حال، مشنا حدود سال ۲۰۰ نوشته شده است، زیرا دیگر امکان حفظ و انتقال شفاهی آن به دلیل کمبود گویشوران عبری که بتوانند آن را از بر کنند، وجود نداشت. این نشان می دهد که گرچه عبری همچنان به عنوان یک زبان گفتاری در برخی مناطق وجود داشت، اما جایگاه آن رو به افول بود. احیای موقت آن در زمان شورش بار کخبا نیز نتوانست از کاهش گویشوران آن جلوگیری کند، به‌طوری که مشنا در نهایت به صورت کتبی تدوین شد. این روند نزولی عبری گفتاری در برابر گسترش آرامی صورت گرفت که در نهایت آرامی را به زبان غالب مردم در این منطقه تبدیل کرد، هرچند عبری همچنان به عنوان زبان مقدس و ادبی حفظ شد.
متون قرن اول و دوم میلادی کشف شده در صحرای یهودا از جمله نسخه مسی یافت شده در قمران و نامه های بار کخبا و سایر نوشته های کشف شده در غارهای نزدیک ناحال هور، حاوی عبری مشنایی هستند. این اسناد نمایی از عبری روزمره را به ما ارائه می دهند، هرچند مشخص نمی کنند که به کدام مناطق خاص مربوط می شوند. نمونه های صحرای یهودا تمایل دارند نشان دهند که این یک لهجه جنوبی بوده است.

#### یونانی
یونانی زبان اصلی یهودیان مصر در دوران یونانی و رومی، به ویژه یهودیان اسکندریه بود. اگرچه یهودیان مصر در اوایل دوره پتولمایی از زبان آرامی استفاده می کردند، اما به سرعت آن را به نفع یونانی کنار گذاشتند. تنها در اوایل دوره بیزانس بود که جوامع یهودی مصر با یکدیگر به زبان عبری که دوباره به عنوان زبان رسمی خدمت می کرد، ارتباط برقرار می کردند. اما در دوره بیزانس، با احیای اهمیت زبان عبری، دوباره این زبان به عنوان زبان رسمی و ارتباطی در میان جوامع یهودی مصر جایگاه پیدا کرد..
استفاده از زبان یونانی فقط به یهودیان مهاجر و پراکنده محدود نمی‌شد،  از قرن سوم قبل از میلاد به بعد، تقریباً تمامی کتیبه‌های جنوب منطقه لوانت به زبان یونانی نوشته شده بودند، به استثنای قبور، استخوان‌دان‌ها (ستوندان)  و در کنیسه‌ها.  بسیاری از استخوان‌دان‌های(ستوندان)   این دوره دارای کتیبه‌های یونانی هستند، که یا نشان‌دهنده قبور خانواده‌های در غربت است یا به مقامات در شناسایی قبرها کمک می‌کرده است. طبق گفته مشنا، زبان یونانی حتی در معبد اورشلیم نیز حضور داشته است..
نام های یونانی مانند جیسون، منلائوس و الکساندر در میان یهودیان در بیشتر دوران معبد دوم محبوب بودند. برخی از فریسیان نیز نام های یونانی مانند آنتیگونوس از سوکو یا پی[ت]ولیون داشتند.

## هویت
یهودیان توسط نویسندگان یونانی، رومی و یهودی به عنوان یک "اتنوس" یا قومیت شناخته می شدند، یکی از بسیاری از اقوام ساکن در جهان یونانی-رومی. ون مارن نشان می دهد که چرا یهودیان دوران اواخر معبد دوم ممکن است با استفاده از شش ویژگی که هم قومان به اشتراک می گذارند، طبق تعریف هاچینسون و اسمیت، به عنوان یک گروه قومی در اصطلاح مدرن در نظر گرفته شوند.. این ویژگی ها عبارتند از:
1.  یک نام مشترک یا اتنونیم، که هویت و "جوهر" آن جامعه را منتقل می کند. در دوران باستان، سه نام مناسب برای اشاره به قوم یهود استفاده می شد: "عبری"، "اسرائیل" و "یهودی". در متون دوره معبد دوم، عنوان "عبری" برای توصیف فردی از دوران پیش از پادشاهی تاریخ یهود استفاده می شد. عنوان "اسرائیل" یک نامگذاری همیشگی برای این قوم بود یا به اعضایی که بخشی از حکومت متحد، پادشاهی شمالی قدیمی یا اسرائیل آخرالزمانی بودند، اشاره داشت. اعضای قوم معاصر معمولاً "یهودی" نامیده می شدند، و این نام همچنین می تواند به یک زیرمجموعه جغرافیایی محدود یا فرزندان پادشاهی قدیمی یهودا اطلاق شود..
2.  یک اسطوره از نیای مشترک. در مورد یهودیان، نسب از نیای هم‌نام یعقوب/اسرائیل؛ علاوه بر این، ادعای نسب از ابراهیم توسط حشمونیان برای گسترش تعاریف یهودیت مورد بهره‌برداری قرار گرفت، هرچند این ادعا توسط دیگران مورد مناقشه قرار گرفت..
3.  خاطرات مشترک از گذشته، از جمله رویدادهای تاریخی و قهرمانان. کتب مقدس یهودی یک مجموعه بنیادی از این داستان‌های تاریخی را فراهم می‌کند. قرائت جمعی تورات عبری و سایر متون در کنیسه‌ها به بیشتر ریشه‌دار شدن داستان‌ها و شخصیت‌های موجود در آن‌ها در هویت جمعی یهودیان کمک کرد. این شامل شخصیت‌هایی مانند پدران آغازین، موسی و داوود، و رویدادهایی مانند خروج از بردگی مصر، عهد در کوه سینا، اوج دوران پادشاهی متحد، اسارت بابلی، آزارهای آنتیوخوس و شورش مکابیان می‌شود..
4.  یک یا چند جنبه از فرهنگ مشترک، که لزوماً نیازی به تعیین آن نیست، اما معمولاً شامل دین، زبان و آداب و رسوم می‌شود. همپوشانی‌های قابل توجهی بین دین، زبان‌ها، آداب و رسوم و دیگر جنبه‌های فرهنگی وجود داشت که توسط یهودیان باستان به اشتراک گذاشته می‌شد؛ علاوه بر این، دین را نمی‌توان از دیگر جنبه‌های فرهنگی، به‌ویژه در دوران باستان، جدا کرد. پرستش خدای اسرائیل، کارکرد معبد در اورشلیم و سایر اماکن مقدس، و پیروی از آداب و رسوم خاص یهودی (قوانین غذایی، رعایت شنبه و غیره) جنبه‌های عمده یهودیت در این دوره بودند. با وجود اینکه همه یهودیان زبان واحدی را صحبت نمی‌کردند، از آنجایی که بسیاری از نوشته‌های مقدس به زبان عبری نگاشته شده بود، این زبان نیز به‌عنوان نمادی برای یهودیانی که آن زبان را صحبت نمی‌کردند، عمل می‌کرد..
5.  ارتباط با یک سرزمین مادری، که لزوماً نیازی نیست که گروه قومی آن را فیزیکی اشغال کرده باشد تا به سرزمین اجدادی خود احساس دلبستگی نمادین داشته باشد، همان‌طور که برای جمعیت پراکنده مصداق دارد. در مورد یهودیان، این سرزمین اسرائیل یا یهودیه/فلسطین است. برای هم یهودیان محلی و هم آنهایی که در پراکندگی زندگی می‌کردند، این سرزمین ارزش نمادین داشت. این ارتباط علیرغم مرزهای متغیر و گاه نامشخص، ادامه می‌یابد..
6.  احساس همبستگی از سوی حداقل برخی از بخش‌های جمعیت قومی. قدرت این احساس متغیر است. جوزفوس گزارش می‌دهد که زمانی که جنگ اول یهودی-رومی آغاز شد، یهودیان سکیتوپولیس به دلیل احساس همبستگی ضعیف‌تر با قوم یهود، با شهر برای مبارزه با شورشیان یهودی همراه شدند.
در قرن‌های پس از جنگ اول یهودی-رومی و ویرانی معبد دوم، هویت یهودی به تدریج از یک قومیت با هویت مذهبی متمایز، به یک جامعه مذهبی تبدیل شد که همچنین خود را یک ملت نیز می‌دانست..

#### آرمان های ملی گرایانه
در دوران اولیه یونانی هلنیستی، یهودیان از دیدگاه مشاهده گران یونانی به عنوان فیلسوفان شرقی توصیف می شدند که خارج از آشوب های سیاسی هلنیستی زمان خود، در یک بافت قومی-ملی آرمانشهری زندگی می کردند. متون یهودی از دوران هخامنشیان نیز هیچ آرزوی سیاسی برای استقلال را منعکس نمی کنند و حتی در اوایل دوران هلنیستی، یهودیان دیدگاه مثبتی نسبت به حاکمان هلنیستی داشتند..
اما رویدادها و شرایطی که منجر به شورش مکابیان شد، باعث شکل گیری یک سنت نظامیگری-متعصبانه بین سالهای ۱۷۰ تا ۱۶۰ قبل از میلاد در میان یهودیان گردید و این سنت تا شورش بار کخبا نقش کلیدی در زندگی ملی آنها ایفا کرد..

#### پراکندگی
زادگاه همچنان پیوند نمادین مشترک یهودیان پراکنده بود. آن مرکز جهان بود، علیرغم اینکه اکثریت یهودیان ساکن در خارج از کشور بازنمی‌گشتند و علیرغم اینکه بسیاری از آنها علاقه خود را به هم شهرهای یونانی-رومی زادگاه خود و هم شهر معبد در اورشلیم نشان می‌دادند. احتمالاً یهودیان سمیرنا در آسیای کوچک برای حمایت از پروژه‌های شهری پول اهدا می‌کردند. ترابیلکو به آنها "یهودیان سابق یهودیه" و نه "یهودیان سابق" می‌گوید، که نشان می‌دهد آنها به عنوان گروهی که ریشه در یهودیه داشتند اما اکنون به شهر محل اقامت خود وفادار بودند و حتی به امور عمومی کمک مالی می‌کردند، شناخته می‌شدند. یهودیان آکمونیا در فریگیه به شهرشان کمک مالی می‌کردند و از آن به عنوان پاتریس یا "شهر میهن" یا "زادگاه" یاد می‌کردند..
آثار فیلون اسکندرانی در اوایل قرن اول میلادی، بینش بیشتری نسبت به ارتباط یهودیان پراکنده با سرزمین یهودیه/فلسطین میدهند. در زمان فیلون، یهودیان مدت زیادی بود که در پراکندگی و به ویژه در اسکندریه حضور داشتند. از آنجایی که هم‌میهنان فیلون برای نسل‌های متمادی در اسکندریه زندگی می‌کردند، به نظر می‌رسد که او آن را شهر خود می‌دانست. اما در عین حال، فیلون نوشت که در حالی که یهودیان پراکنده جایی را که در آن متولد و بزرگ شده بودند، سرزمین پدری خود می‌دانستند، اورشلیم را شهر مادری خود می‌پنداشتند:
" ...آنها شهر مقدس را که معبد مقدس خدای متعال در آن قرار دارد، شهر مادری خود می‌دانند؛ اما شهرهایی که از پدران، پدربزرگان و نیاکان دورتر به ارث برده‌اند، در هر مورد، توسط آنها سرزمین پدری محسوب می‌شود که در آن متولد و پرورش یافته‌اند."..
برای توضیح وضعیت یهودیان به شکلی که برای خوانندگان یونانی قابل درک باشد، فیلون یهودیان پراکنده را به عنوان مهاجرانی ترسیم کرد که مستعمره‌هایی (به زبان یونانی: آپویکیای) را بنیان نهادند، با این تفاوت که اورشلیم شهر مادری (متروپولیس) آنها محسوب می‌شد. بنابر گفته کِیشِر، در این زمینه فقط می‌توان اسکندریه را سرزمین یهودیان در نظر گرفت، زیرا جایی بود که یک "مستعمره" یهودی در آن بنیان نهاده شده بود. این مستعمره به عنوان یک اتحادیه قومی متمایز با وضعیت سیاسی و قانونی شناخته شده (پولیتئوما) سازماندهی شده بود، در حالی که اورشلیم نقش شهر مادری را برای آن ایفا می‌کرد..
برای فیلون، تمایزات قومی بین مصریان و یهودیان از تمایزات بین یونانیان و یهودیان مهمتر است، زیرا مصریهای بومی اسکندریه از طبقه پایین جامعه بودند و عادات مضحکی داشتند. در همان زمان، آپیون یک اسکندرانی با نژاد احتمالاً مصری، از نزدیکی بین یهودیان و مصریان و دشمنی ذاتی بین یهودیان و یونانیان سخن گفت. آپیون بر این باور بود که یهودیان از مصریان نژاد گرفته‌اند، چیزی که ژوزفوس آن را انکار کرد. همان‌طور که فیلون خود می‌نویسد، هر دو جامعه عمل ختنه را انجام می‌دادند و برای باورهای ملی‌گرایانه و مذهبی خود شور و شوق نشان می‌دادند، اما بخش عمده هر دو جمعیت شهروند روم نبودند.

## جمعیت شناسی

#### منطقه ای
در دوره اواخر معبد دوم و تا شورش بار کخبا، یهودیه ، جلیل، پیریه، شارون و سامریه غربی یک نوار تقریباً پیوسته از اسکان یهودی را تشکیل می‌دادند. سامره مرکزی و شمالی توسط سامری‌ها مسکون بود.

##### جلیل
جلیل تا زمان فتح حشمونیان، جمعیت کمی داشت و اکثر ساکنان آن در مراکز حصاردار واقع در حاشیه دره‌های غربی و مرکزی متمرکز بودند. در آن زمان، جلیل فوقانی خانه اکثریت جمعیت بت‌پرست با پیوندهایی به ساحل فنیقیه بود.. بر اساس کتاب مکابیان، جوامع یهودی قبلاً در جلیل در زمان شورش مکابیان و قبل از الحاق این منطقه به پادشاهی حشمونیان حضور داشتند.
فتح و انضمام اعظم جلیل توسط اریستوبولوس اول، اولین پادشاه حشمونی حدود سال های ۱۰۴-۱۰۳ قبل از میلاد انجام شد. این فتح باعث مهاجرت قابل توجه یهودیان به جلیل گردید. پس از تسخیر یهودیه توسط روم در ۶۳ قبل از میلاد موج دوم و بزرگتری از مهاجرت یهودیان به این منطقه رخ داد. در اواخر قرن اول قبل از میلاد و اوایل قرن اول میلادی، شهرهای بزرگ و مهمی در جلیل بنیان گذاشته شدند. جمعیت یهودی در جلیل پس از دوره معبد دوم و به ویژه در نتیجه شورش بار کخبا که جلیل را به مرکز معنوی، جمعیتی و فرهنگی یهودیان در سرزمین اسرائیل تبدیل کرد، رونق گرفت. یهودیت در اواخر قرن دوم و اوایل قرن سوم میلادی در جلیل به اوج قدرت سیاسی و فرهنگی خود رسید.

##### پیریه
شواهد تاریخی و کشفیات باستان شناسی از اواخر دوره معبد دوم، نشان دهنده سکونتگاه های یهودی در منطقه پیریه هستند. بر اساس پایگاه داده اداره باستان شناسی اردن، تحقیقات ساگیو درباره یهودیان ماوراء  اردن، ۱۶۰ محل سکونتگاه در پیریه با سفالینه های دیرهلنیستی و/یا اوایل دوران روم را آشکار کرد.
کاوش های باستان شناختی اندکی که در آنجا انجام شده است، نشان می دهد که سکونت یهودیان در آن منطقه پس از شورش اول یهودیان ادامه داشت، اما در جریان شورش بار کخبا متروک یا ویران شد، و سپس در تمام دوره روم متأخر یک خلأ سکونتگاهی در آنجا وجود داشت..

##### ادومیه
حتی قبل از سقوط نهایی پادشاهی یهودا در ۵۸۶ قبل از میلاد، ادومی ها از سرزمین اجدادی و پادشاهی سابق خود در شرق عربه رانده شدند و شروع به اسکان در نواحی جنوبی یهودیه کردند که در منابع کلاسیک به نام "ادومیه" شناخته شد. این روند اسکان پیوسته بود و هم از طریق نفوذ صلح آمیز و هم با تهاجم نظامی انجام می شد.
سفال‌نوشته‌ها که از محله هایی در ادومیه از جمله اِرَد، بئر شِبَع، تل جمّه، مَرِشا و دیگران و مربوط به قرن چهارم قبل از میلاد هستند، نشان می‌دهند که در دوران متأخر دوره هخامنشی، جمعیت بسیار متنوعی در این منطقه ساکن بوده‌اند، با حدود ۳۲ درصد نام‌های عربی، ۲۷ درصد نام‌های ایدومی، ۲۵ درصد نام‌های سامی غربی عمومی، ۱۰ درصد نام‌های یهودایی و ۵ درصد نام‌های فینیقی..
در حدود اواسط قرن سوم قبل از میلاد، یک جامعه فینیقی یونانی شده از صیدون در مارشا اسکان یافتند.. در طول  حکومت هیرکانوس در اواخر قرن دوم قبل از میلاد، ادومی‌ها به دین یهود گروید و در میان یهودیان جذب شدند..

##### سامریه
به نظر میرسد که در قرن اول میلادی، اکثریت مردم سامریه سامری بوده اند.. سامریه همچنین توسط یهودیان (در جنوب و مرکز سامریه)، سامیان بومی یونانی شده، نوادگان مقدونی هایی که در زمان اسکندر کبیر در شهر سامریه ساکن شدند، مهاجرانی که در زمان گابینیوس، فرماندار رومی سوریه، به آنجا سرازیر شدند، و سربازان مزدور "از جمعیت های همسایه" که توسط هرود کبیر به سباسته آورده شده بودند، مسکونی داشته است..
سامریان و یهودیان رابطه خصمانه‌ای با یکدیگر داشتند. یوسفوس یک نمونه را توصیف می‌کند که در آن یهودیانی از جلیل هنگام سفر به اورشلیم برای شرکت در یک جشن، در گینه از سوی سامریان مورد حمله قرار گرفتند که منجر به کشته شدن یکی از آنها شد.

##### مناطق ساحلی
مناطق ساحلی، یا همان پارالیا که از دوره هلنیستی انطور  شناخته می شد، اکثریت یهودی نداشت. به استثنای یک دوره کوتاه حکومت حشمونیان، سلطنت هرود و سلطنت کوتاه آگریپا، این منطقه در بیشتر دوره معبد دوم تحت حکومت یهودیان نبود. ساحل در زمان جوزفوس، بیشتر محل سکونت شهرک های یونانی-بت پرست بود که برخی از آنها از نظر اقتصادی، فرهنگی و سیاسی بسیار مهم بودند. یافا تنها شهر یهودی در ساحل بود و تا جنگ اول یهودی-رومی (۶۶-۷۳ میلادی) چنین باقی ماند، زمانی که اقلیت های یهودی قابل توجهی در قیصریه و یامنیا، و به درجه کمتری در اسقلان، پتولماییس و سایر سکونتگاه های ساحلی وجود داشت.

### تعداد کلی جمعیت
تعیین تعداد یهودیان ساکن در جهان و یهودیه در دوران باستان تقریباً غیرممکن است، همان‌طور که در مورد سایر جمعیت های باستانی چنین است. پژوهش در این زمینه در سالهای اخیر از اعتبار علمی خارج شده است. با این حال، برخی از دانشمندان در طول سالها با استفاده از رویکردهای مختلف، برآوردهایی را ارائه کرده اند.

##### در یهودیه
بروشی برآورد کرد که در دوران رومی و بیزانس، جمعیت فلسطین بیش از یک میلیون نفر نبود. او با ضرب کردن جمعیت تخمینی ۲۶ شهر شناخته شده در دوره رومی-بیزانسی (بر اساس تراکم جمعیت پیش بینی شده) در عدد ۳، و با این فرض که جمعیت شهری حدود یک سوم جمعیت کل را تشکیل می داد، به این برآورد رسید.
طبق گفته سث شوارتز، معتبرترین برآوردها جمعیت پایدار فلسطین در دوران پیش از مدرن را حدود یک میلیون نفر تخمین می زنند. این رقم در اواسط قرن اول میلادی محقق شد و حدود نیمی از آنها یهودی بودند.
بر اساس گفته زئف صفرایی، "در این مرحله ما اطلاعات دقیقی در مورد جمعیت استان یهودیه در دوران روم نداریم". او مدعی است که جمعیت ساکن در فلسطین بیش از یک میلیون نفری بود که بروشی پیشنهاد داده است.
اگرچه مک گین هشدار می دهد که تخمین ظرفیت جمعیتی یهودیه تقریباً غیرممکن است، او برآورد می کند که جمعیت کشاورزی فلسطین در همان دوره ممکن است به یک میلیون نفر رسیده باشد که همه آنها یهودی نبودند. همچنین او محدوده جمعیت حداکثری برای اورشلیم و قیصریه را به ترتیب ۷۰،۰۰۰ تا ۱۰۰،۰۰۰ و ۳۸،۰۰۰ تا ۴۷،۵۰۰ نفر پیشنهاد کرد.

##### در عالم
در قرن ۱۳ میلادی، نویسنده مسیحی بار عبرایوس ادعا کرد که در سرشماری کلودیوس که در اواسط قرن اول میلادی انجام شد، ۶،۹۴۴،۰۰۰ یهودی شمارش شدند. سالو ویتمایر بارون با استناد به برآورد بار عبرایوس مبنی بر ۷ میلیون یهودی ساکن در امپراتوری روم و با افزودن حدود یک میلیون نفر ساکن خارج از امپراتوری، مدعی شد که در قرن اول حدود ۸ میلیون یهودی وجود داشتند. با این حال، این ارقام توسط دانشمندان معاصر بسیار مورد مناقشه قرار گرفته است..

### فرهنگ مادی
شواهد باستان شناسی نشان می دهد که جوامع یهودی در یهودیه، جلیل و گولانیتیس از نظر فرهنگی تا حدی متفاوت بودند اما از طریق آداب و رسوم مذهبی و احتمالا باورها با یکدیگر ارتباط داشتند. کارگاه های سفالگری آشپزخانه، ظروف استاندارد روغن و حمام های آیینی خانگی یا جمعی (میکواوت) نشان می دهد که یهودیان از قرن اول پیش از میلاد شروع به جذب آداب و رسوم مذهبی در خانه ها و زندگی روزمره خود کردند. آنها از اواخر قرن اول پیش از میلاد و اوایل قرن اول میلادی شروع به استفاده از ظروف سنگی و نوعی جدید از چراغ روغن کردند تا هویت خود را متمایز کنند. با این حال، در محله های مرفه اورشلیم، ثروتمندان از ظروف تزئینی، ظروف آشپزخانه ایتالیایی، آداب غذا خوردن خارجی و ساخت گورهای نمایشی پر زرق و برق استفاده می کردند که همگی بازتاب آداب و رسوم و نگرش های خارجی و کلاسیک بودند. این یافته ها در یهودیه، جلیل یهودی و گولانیتیس نادر است.

### دفن و خاکسپاری
برخلاف سنت های دفن قبل و بعد، در دوران اواخر معبد دوم (قرن ۱ پیش از میلاد تا قرن ۲ میلادی) دو روش قابل قبول دفن وجود داشت: دفن اولیه در تابوت ها و دفن ثانویه در استوانه های استخوانی (نوعی استودان . برای دفن اولیه، تابوت ها در شکاف هایی به نام کوخیم قرار داده می شدند. پس از مدتی، استخوان ها برای دفن ثانویه در کوخیم ها جمع آوری و در آستودان ها قرار می گرفتند. آستودان  ها که از سنگ آهک محلی تراشیده می شدند، یا روی کف یا روی طاقچه های تراشیده شده در دیواره های آرامگاه قرار داده می شدند. تزئین آستودان ها با نقش هایی مانند شاخه های نخل و گل ها، به ویژه گل رز، که نمادهای متداول آن دوره بودند، امری رایج بود. در اورشلیم، سنگ قبرهای منقوش با نام متوفی به زبان عبری یا یونانی روی آستودان ها و گاهی روی قبرها یافت می شد،.

#### در اورشلیم
تعدادی از مقبره های به ویژه شکوهمند در اطراف اورشلیم در اوایل دوران روم ساخته شدند. نمونه هایی از آنها عبارتند از "مقبره های سنهدرین" و مقبره های بزرگ دره کدرون. همانند رسم رایج در دنیای یونانی-رومی، این مقبره ها در امتداد جاده های باستانی که اکنون ناپدید شده اند، ساخته شده بودند. دانشمندان معتقدند این مقبره ها توسط افرادی ساخته شده که می خواستند با به کار بردن معماری شبیه به معابد.، خود و خانواده هایشان را در نظر یهودیان سرزمین اسرائیل و پراکنده در خارج از آن سرافراز جلوه دهند. یکی از معروف ترین محوطه های این دوره که نزدیک اورشلیم ساخته شده، مجموعه صخره ای مقبره ای معروف به "مقبره پادشاهان" است که ممکن است با هلنا آدیابنه مرتبط باشد..
طبق شریعت یهود (مشنا، رساله بابا باترا)، به دلیل قداست اورشلیم و ناپاکی مردگان، دفن فقط در خارج از دیوارهای شهر و به فاصله ۵۰ ذراع از آن مجاز بود.. هنگامی که شهر گسترش یافت، گورستان ها جابجا شدند (به جز قبرهای خاندان داوود و حلدا). پیشنهاد شده که لوح عزیا که روی آن نوشته شده "استخوان های عزیا، پادشاه یهودا، به اینجا آورده شد. بازگشایی نشود"، ممکن است نشان دهد که قبر پادشاه عزیا در این دوره به خارج از دیوارهای شهر منتقل شده بود. گورستان اریحا نیز در خارج از محدوده شهر قرار داشت.

#### در مناطق روستایی یهودیه
مقبره های صخره ای پرنقش و نگار با طراحی هایی شبیه به آنچه در اورشلیم یافت شده، در چندین محل در سامریه غربی ازجمله خربة قرقوش، دیر الدرب و موقاتا عبود، و در تپه های حبرون غربی ازجمله خربة الصمیع، رجم الفحجه و خربة الجوف کشف شده اند. شباهت زیاد این مقبره ها با مقبره های اورشلیم و نبود الگوی هلنیستی محلی، محققان را به این فرضیه رسانده که مقبره های تزئین شده در سامریه غربی و کوه حبرون غربی ناشی از تکامل داخلی سیستم دفن در آنجا نیست، بلکه نتیجه کپی برداری عمدی از مقبره های اورشلیم، به درخواست ویژه خانواده های ثروتمند محلی است.
اکثر محققان معتقدند این مقبره ها از همان دوره مقبره های اورشلیم که الگوی تقلید آنها بوده، هستند. اما ماگن نظر دیگری دارد: تفاوت قابل مشاهده در کیفیت طراحی و حجاری بین مقبره ها، نشان دهنده یک شکاف زمانی بین آنهاست. به همین دلیل، او پیشنهاد می کند تاریخ مقبره های سامریه غربی و کوهستان حبرون غربی را در اواخر قرن اول یا اوایل قرن دوم میلادی قرار دهیم، یعنی متأخرتر از مقبره های اورشلیم. ماگن همچنین احتمال داده که حجاری این مقبره ها مرتبط با فرار هنرمندان یهودی به سامریه و کوهستان های حبرون در آغاز محاصره اورشلیم و شاید حتی کمی قبل از آن باشد، زمانی که پروژه های ساختمانی در شهر رو به کاهش گذاشت و بسیاری از سنگ تراشان بیکار ماندند.
پلگ-بارکات پیشنهاد می کند که باید بین مقبره های صخره ای سامریه غربی و کوهستان های حبرون غربی تمایز قائل شد. به نظر او، مقبره های سامریه غربی به سبک اورشلیم نزدیک تر هستند و از آنها تقلید می کنند. در مقایسه، مقبره های کوهستان حبرون سعی در تقلید تزئینات نمای مقبره های اورشلیم ندارند، اما تا حدی تحت تأثیر آنها هستند و در عین حال نفوذ یهودیه و نبطی را نیز نشان می دهند. به نظر او، این مقبره ها باید قبل از ویرانی معبد در سال ۷۰ میلادی تاریخ گذاری شوند، هرچند ممکن است سنت تزئین به سبک اورشلیم پس از آن نیز ادامه داشته باشد. این پدیده نشان می دهد که مقبره های تزئین شده نخبگان یهودی در اورشلیم بر نخبگان محلی در شهرها و جوامع روستایی یهودیه تأثیرگذار بوده است.
- تاریخ اسرائیل و یهودای باستان